# Stoczek (jezioro w województwie warmińsko-mazurskim)
Stoczek – jezioro w Polsce w województwie warmińsko-mazurskim, w powiecie piskim, w gminie Orzysz.

## Położenie
Jezioro leży na Pojezierzu Mazurskim, w mezoregionie Wielkich Jezior Mazurskich, w dorzeczu Pisa–Narew–Wisła. Znajduje się około 6 km w kierunku północnym od Orzysza, na wschód od drogi powiatowej nr 644 Giżycko–Orzysz. Jezioro ma połączenie od północy poprzez ciek wodny z jeziorem Ublik Mały.
Linia brzegowa mało rozwinięta. Brzegi wysokie, w większości strome i pagórkowate. W otoczeniu znajdują się lasy.
Zbiornik wodny według typologii rybackiej jezior zalicza się do linowo-szczupakowych.
Jezioro leży na terenie obwodu rybackiego Jeziora Stoczek w zlewni rzeki Pisa – nr 19. Znajduje się na terenie Obszaru Chronionego Krajobrazu Jezior Orzyskich o łącznej powierzchni 21 153,0 ha. Zgodnie z badaniem z 1992 roku przyznano akwenowi II klasę czystości.

## Morfometria
Według danych Instytutu Rybactwa Śródlądowego powierzchnia zwierciadła wody jeziora wynosi 17,3 ha. Średnia głębokość zbiornika wodnego to 4,7 m, a maksymalna – 9,2 m. Lustro wody znajduje się na wysokości 123,1 m n.p.m. Objętość jeziora wynosi 817,5 tys. m³. Maksymalna długość jeziora to 870 m a szerokość 270 m. Długość linii brzegowej wynosi 2050 m.
Inne dane uzyskano natomiast poprzez planimetrię jeziora na mapach w skali 1:50 000 według Państwowego Układu Współrzędnych 1965, zgodnie z poziomem odniesienia Kronsztadt. Otrzymana w ten sposób powierzchnia zbiornika wodnego to 15,0 ha, a wysokość bezwzględna lustra wody – 122,7 m n.p.m.